# شيكسا
شيكسا باليديشية  שיקסע (Shiksa) كلمة يديشية تعني «الأنثى غير اليهودية»، والمذكَّر منها هو «شيكتس». ولا تشير كثير من المعاجم التي ترد فيها الكلمة إلى حقلها الدلالي. فالكلمة مشتقة من كلمة «شيكتس» العبرية التي تعني «حيوان قذر» أو «مخلوق كريه» أو «الرجس».
وحسب الكتابات الدينية التقليدية، فقد كان يتعيًَّن على اليهودي، إن مر على معابد المسيحيين، أن يبصق ويتلو إحدى اللعنات، ثم فقرة من سفر التثنية: « ولا تدخل رجساً إلى بيتك لئَلا تكون محرَّماً مثله. تستقبحه وتكرهه لأنه محرَّم» (7/26). ويضم النص السابق كلمة «الرجس»، وهي بالعبرية «شيكتس» كما تقدَّم.

## مواضيع ذات صلة
- اليهودية
- الأغيار

## وصلات خارجية
- معنى كلمة (شيكسا) و(شيكتس).